# Olimpíada Internacional de Biologia
A Olimpíada Internacional de Biologia (International Biology Olympiad ou simplesmente IBO) é uma olimpíada de biologia que ocorre anualmente em local itinerante e é destinada a alunos do ensino médio.
A primeira edição deste evento ocorreu em 1990, na cidade de Olomouc, República Tcheca, contando com a participação de 6 países. Já a mais recente foi realizada em Astana,Kazaquistão contabilizando 74 delegações. Em geral, cada delegação costuma ser composta por quatro estudantes e dois líderes.

## Provas
A avaliação é composta por uma prova teórica e uma prova prática. Cabe ao Comitê Organizador Local elaborar a avaliação, sujeita à aprovação do Júri Internacional.
As provas devem ter duração de 4 a 6 horas cada, com pelo menos um dia de intervalo entre elas, salvo em casos extraordinários, como na edição de 2022 na Armênia em que a prova prática foi adiada e ocorreu no dia anterior ao da prova teórica.

## Premiação
Após a correção das provas e a revisão das notas, é elaborado um ranking baseado na nota total obtida por cada estudante.
Com isso, são conferidas medalhas de ouro aos alunos que tiverem entre as 10% melhores notas, medalhas de prata aos que tiverem entre as 20% seguintes e de bronze aos 30% subsequentes, analogamente ao critério de premiação da Olimpíada Internacional Júnior de Ciências (IJSO).

## Seleção para a IBO
O método de seleção para a IBO varia de país para país e deve ser claramente apresentado ao Comitê Internacional para que a formação da equipe seja considerada apta a participar do torneio internacional. No Brasil, a seleção para a IBO é feita a partir da Olimpíada Brasileira de Biologia.

## Sedes da IBO
| №  | País          | Ano  |
| -- | ------------- | ---- |
| 1  | Tchéquia      | 1990 |
| 2  | Rússia        | 1991 |
| 3  | Eslováquia    | 1992 |
| 4  | Holanda       | 1993 |
| 5  | Bulgária      | 1994 |
| 6  | Tailândia     | 1995 |
| 7  | Ucrânia       | 1996 |
| 8  | Turcomenistão | 1997 |
| 9  | Alemanha      | 1998 |
| 10 | Suécia        | 1999 |
| 11 | Turquia       | 2000 |
| 12 | Bélgica       | 2001 |
| 13 | Letônia       | 2002 |
| 14 | Bielorrússia  | 2003 |
| 15 | Austrália     | 2004 |
| 16 | China         | 2005 |
| 17 | Argentina     | 2006 |
| 18 | Canadá        | 2007 |
| 19 | Índia         | 2008 |
| 20 | Japão         | 2009 |
| 21 | Coreia do Sul | 2010 |
| 22 | Taiwan        | 2011 |
| 23 | Singapura     | 2012 |
| 24 | Suíça         | 2013 |
| 25 | Indonésia     | 2014 |
| 26 | Dinamarca     | 2015 |
| 27 | Vietnã        | 2016 |
| 28 | Reino Unido   | 2017 |
| 29 | Irã           | 2018 |
| 30 | Hungria       | 2019 |
| 31 | Japão*        | 2020 |
| 32 | Portugal*     | 2021 |
| 33 | Armênia       | 2022 |

*Edições online (IBO Challenge) em decorrência da pandemia de covid-19.